# تعز (الرجم)

تعديل مصدري - تعديل

تعز هي إحدى قرى عزلة الروحاني بمديرية الرجم التابعة لمحافظة المحويت، بلغ تعداد سكانها 256 نسمة حسب تعداد اليمن لعام 2004.